# Gårtjärnen (Bodums socken, Ångermanland)
Gårtjärnen är en sjö i Strömsunds kommun i Ångermanland och ingår i Ångermanälvens huvudavrinningsområde.